# 烟台民俗博物馆
烟台民俗博物馆于2010年成立，馆址设于烟台市芝罘区毓岚街2号的烟台福建会馆，隶属烟台市博物馆。烟台福建会馆又称烟台天后行宫，是中華人民共和国仅存的两座妈祖文化的最高级别建筑“天后行宫”之一（另一座为福建省霞浦县的松山天后宫）。馆内设有妈祖文化陈列、烟台近代家居陈列等展厅，展示烟台地方民俗及妈祖文化。

## 历史
烟台福建会馆由在烟台的福建籍商贾集资修建，于清朝光绪十年（1884年）始建，光绪三十二年（1906年）完工，占地面积约3500平方米。其建造材料取自福建泉州，由当地工匠雕刻完成后经海路运输至烟台再组装完成，当时被誉为“鲁东第一工程”，是具有闽南风格的古建筑群。
烟台自百年前起，便是中国北方连接南北的海上中枢，各地船帮商会纷纷于此建立会馆。福建同安人叶氏经细致考察，选址明代的奇山守御千户所（今烟台所城里）的西侧决议建造会馆。此地北面太平湾码头，交通极为便利。然而当地乡绅认为此举会破坏风水，拒不出让。几番辗转之后，叶氏时任朝廷四品官员的儿子叶庭铭接替完成，最终拿下了土地建造。
福建会馆后由叶庭铭二子，叶永昌与叶永甫负责管理，并于1954年将会馆连同馆内陈设文物等一并上交于国家管理。
1958年，烟台福建会馆被辟为烟台市博物馆馆址，郭沫若先生亲手题写馆名悬挂于北门之上。2010年改为烟台民俗博物馆馆址，馆藏民俗文物分别经由烟台市博物馆专款征集，以及福建商会，热心市民与海外华人群体共同捐赠。1996年，“烟台福建会馆”公布为第四批全国重点文物保护单位。

## 建筑
这座具有闽南风格的寺院建筑由山门、大福殿、后殿、戏楼和两厢组成，与一般传统建筑不同，因为本身为祭祀海神之所，整个建筑群坐南朝北，将正门面向大海。建筑群南北长92米，东西宽39米，占地3500平方米，建筑面积1459平方米，以独特的建筑风格和精美绝伦的建筑艺术闻名于世。
长久以来，山东烟台的这座天后行宫便与福建省的松山天后宫南北并立,相映成辉。其最具特色之处当属其雕饰极其华丽而复杂，馆内集木雕、石雕、琉璃雕等多种雕刻类型为一体;更有包括圆雕、浮雕、深浮雕等多种雕刻技法。馆内目光所及之处，皆是包括花卉、龙凤、狮兽等花纹图案。
天后行宫山门为单檐歇山屋顶，整体为木石结构，木质构件采用高浮雕、浅浮雕、透雕及圆雕工艺；石质部分，青石用以高浮雕刻以人物故事、动物、花草等图案，花岗岩为阴刻神兽、卷草等图案。山门顶覆绿琉璃瓦，正脊上方有二龙向珠装饰，两侧则分饰花鸟、人物图案的瓷砖镶嵌画。
整座建筑群的彩画艺术也特别精彩，其中包含了和玺彩画、旋子彩画和苏式彩画三大类，几乎囊括了中国古建筑中出现的所有彩画类型。戏台彩画为苏式彩画中的“金线苏画”，囊括了“枋心苏画”、“包袱苏画”、“海墁苏画”三种类型，内容多是山水、人物、花鸟、走兽、虫鱼等等。山门彩画同为“金线苏画”，囊括了“坊心苏画”与“海墁苏画”，内容有缠枝西番莲和二龙戏珠等等。侧殿内，则是各式各样的描金苏式彩画，大多为“坊心苏画”。而大殿“天后圣母殿”则是最高等级的殿宇，使用了包括苏式彩画，旋子彩画与和玺彩画在内的彩画种类。大殿阑额绘制着独属于皇家的和玺彩画，正面与侧间之间则绘制有“海墁彩画”，而其余包括大殿后方与内壁则大量使用了旋子彩画。